# クリスチャン・ロビンソン (野球)
クリスチャン・デボーン・ロビンソン（Kristian Devaughn Robinson, 2000年12月11日 - ）は、 バハマのナッソー出身のプロ野球選手（外野手）。右投右打。MLBのアリゾナ・ダイヤモンドバックス傘下所属。

## 経歴
2017年7月にアマチュア・フリーエージェントでアリゾナ・ダイヤモンドバックスと契約してプロ入り。
2018年に傘下のルーキー級アリゾナリーグ・ダイヤモンドバックスでプロデビュー。パイオニアリーグのルーキー級ミズーラ・オスプレイでもプレーし、2球団合計で57試合に出場して打率.279、7本塁打、41打点、12盗塁を記録した。
2019年はA-級ヒルズボロ・ホップスとA級ケーンカウンティ・クーガーズでプレーし、2球団合計で69試合に出場して打率.282、14本塁打、51打点、17盗塁を記録した。
2020年は新型コロナウイルスの影響でマイナーリーグの試合が開催されず、公式戦への出場はなかった。同年4月5日にアリゾナ州にて車道に足を踏み入れているのを警察官に発見されて注意され、病院へ行くことに同意し車に乗車したが、シートベルトの着用を求められると車から降りて警察官の顔を殴り、逮捕された。
2021年は前年の犯行に対し1年間の保護観察処分が下された。メンタルヘルスの改善のため母国のバハマで療養し、2年連続で公式戦出場がなかった。

## 選手としての特徴
長身痩躯のアスリート型外野手でまだダイヤの原石の域を出ないが、狙い澄ましたようなスイングは一見の価値ありと言われている。将来は30本塁打30盗塁が可能と見るスカウトもいる。